# Сарджент, Эпес
Эпес Сарджент (англ. Epes Sargent, 1813—1880) — американский поэт, писатель, драматург и издатель.
Наиболее известные его произведения — историческая драма «The Bride of Genoa», трагедия «Velasco», роман «Fleetwood, or the Stain of Birth», поэтический сборник «Songs of the Sea» — имели большой успех в США и Англии в середине XIX века. Сарджент — автор многочисленных книг для детей и юношества («The Standard Speaker», «The Standard Reader»), педагогических трудов и биографий. В 1825 году Сарджент шесть месяцев провел в Санкт-Петербурге и по возвращении подробно описал впечатления от своего путешествия. Монументальный труд Сарджента «Harper’s Cyclopaedia of British and American Poets» был издан после его смерти, в 1881 году.